# 연을 쫓는 아이
연을 쫓는 아이(The Kite Runner)는 2003년 5월 29일 미국에서 발행된 할레드 호세이니의 첫 번째 장편소설이다. 2007년에 같은 이름의 영화로 만들어지기도 했다. 이 작품은 1973년의 군주제 폐지, 1979년의 소련의 침공, 탈레반 정권, 아프가니스탄 전쟁 (2001년~2021년)에 이르는 아프가니스탄의 역사를 배경으로 하고 있다. 퍼블리셔스 위클리가 매년 미국에서 가장 영향력 있는 문학작품에 수여하는 푸시카트상 후보에 오르기도 했으며 2005년엔 베스트셀러로 등극되기도 했다.

## 같이 보기
- 할레드 호세이니
- 연을 쫓는 아이 (영화)
- 천 개의 찬란한 태양